# Sardam (plantage)
Sardam is een voormalige suikerplantage aan de Cottica in de kolonie Suriname. In Sranantongo werd de plantage ook wel Friti genoemd, naar de eerste eigenaar, Wriedt.

## Locatie
De plantage was gelegen aan de boven-Cottica, in het afvaren links; grenzend stroomopwaarts aan suikerplantage Hamburg, stroomafwaarts aan koffieplantage Constantia. 
In 1737 was Sardam 1.400 Surinaamse akkers groot, ongeveer 600 hectare. In 1820 bedroeg het suikerrietareaal 1619 akkers. In 1858 besloeg de plantage beide oevers van de boven-Cottica en ze bezat een stoomgedreven suikermolen.

## Geschiedenis

### Eigendomssituaties
(naar jaar)
- 1737: Raad Wriedt
- 1770: Baron van Wangenheym
- 1820: Erven Craffort en weduwe Muysken
- 1831: Weduwe Muysken ½ deel  en J.J.G. Spilker ½ deel
- 1839: Van West en Hart
- 1858: Erven M.M. de Hart jr
- 1863: Erven M.H. de Hart, Paramaribo

In een begin jaren tachtig in de Waddenzee ontdekt wrak van een fregatschip dat verging in 1751 bevond zich een houten ton met op de bodem ervan het merkteken 'SD' van plantage Sardam.

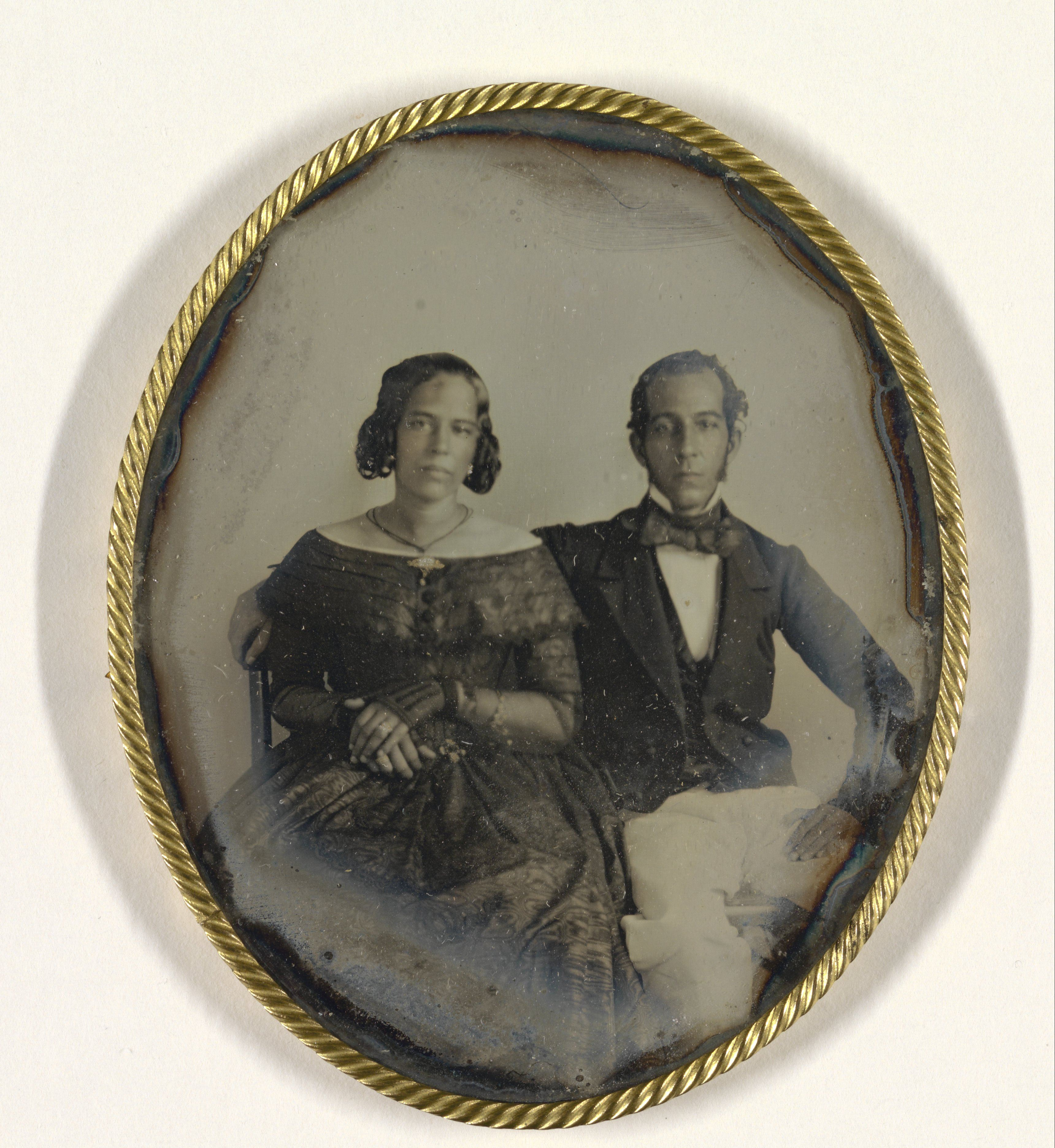
Portretfoto Maria Louise de Hart met haar echtgenoot Johannes Ellis, 1846,

Op een foto uit 1846 staat Maria Louisa de Hart (geboren op de plantage in 1826). Het is de oudst bekende foto uit Suriname die bewaard is gebleven, een daguerreotypie. Maria was een dochter van de joodse koopman Mozes Meijer de Hart en de door hem in 1827 vrijgekochte Carolina Petronella 'van de Hart'. De foto betreft een professioneel portret van Maria met haar echtgenoot Johannes Ellis, vervaardigd in Paramaribo.

### Afschaffing slavernij
Bij de afschaffing van de slavernij in Suriname in 1863 werden op Sardam 287 slaven vrijgemaakt, waarbij 122 nieuwe familienamen werden geboekstaafd, te weten: Akkerdijk, Angelman, Artenberg, Asserburg, Bandrager, Bankstein, Barkust, Basdorf, Binders, Binks, Bokkenlast, Bordenrek, Van der Bos, Breekstaaf, Brondenstein, Dalbruis, Datters, Denmark, Denneveld, Disselhegt, Dissels, Dollandt, Dunborg, Dundas, Durhout, Ebbenhorst, Efferburg, Ekselbaan, Fulstam, Genners, Giersthove, Goor, Goorstam, Groenbast, Groenblad, Grijsroer, Haankast, Haartloof, Hamspruit, Hennep, Heuper, Hoefdraad, Horrenberg, Horstein, Hijzop, Kantbrein, Kloofmes, Knippers, Kofferlat, Koknes, Kokspaan, Kortlang, Kruishof, Kuiperbak, Van der La, Laatbak, Langtoon, Liefhoek, Lierdorp, Linker, Mankers, Mankhoef, Marsteen, Meerboom, Mierheuvel, Mirtboom, Nestel, Noothals, Oosthuisen, Opstal, Ouderstam, Pitburg, Pitloons, Pitters, Van Praaten,  Praattenstein, Pretterman, Ramkast, Reeveld, Reinsfort, Roesbaan, Rompman, Santbeen, Sibbers, Simpel, Sluisrad, Snorstein, Spanert, Sprokkelmaan, Stakbord, Standar, Stoomkast, Stopkade, Strandvond, Struisdam, Sukkel, Taffenberg, Touwhaak, Treenhorst, Trenders, Troeflat, Van Trompen, Tuinhaag, Tulpland, Valbuurt, Valpoort, Voetkruis, Westvoort, Withaar, Wortellood, Wijderbast, Zandaal, Zandboer, Zandhaas, Zandweg, Zatbank, Zeefloop, Zeldenrust, Zoetvijl en Zuiverloon.

### Doorverkoop
In 1920 werd 1.000 akkers grond van de voormalige suikerplantage onderhands doorverkocht door de toenmalige eigenaar J.C.F. da la Parra aan de heren J.T. Reinders Folmer cum suis. 
In dezelfde buurt werden de verlaten plantages Ephrata en Lemmerskamp, Monnikendam, Oud Bellevue en De Goede Verwagting verkocht aan andere combinaties van eigenaren, ook voor landbouwdoeleinden.